# Mouvement démocratique populaire (Namibie)
Le Mouvement démocratique populaire (Popular Democratic Movement, PDM), anciennement l'Alliance démocratique de la Turnhalle (en allemand Demokratische Turnhallenallianz et en anglais Democratic Turnhalle Alliance- DTA) est un parti politique de Namibie fondé en 1977 à la suite de la conférence de la Turnhalle.

## Présentation
Au niveau international, le PDM est membre associé de l'Union démocrate internationale.

## Histoire
Lors de la conférence constitutionnelle de la Turnhalle (1975-1977) réunissant les partis politiques du Sud-Ouest africain (à l'exception notable de la SWAPO) sous administration de l'Afrique du Sud, le principe d'un gouvernement à trois niveaux avait été adopté (pouvoir central, des autorités locales à base ethnique, des autorités municipales) ainsi que l'élection d'une assemblée nationale au suffrage indirect.
Les partis qui avaient accepté ce compromis (dit conclusions de la Turnhalle) s'étaient regroupés le 6 novembre 1977 dans un nouveau mouvement politique appelé "Alliance démocratique de la Turnhalle" (DTA). Le nom vient alors du vieux hall d'entraînement, en allemand "Turnhalle", à Windhoek, où eurent lieu les négociations. Ses principaux dirigeants sont alors Dirk Mudge (un blanc) et Clemens Kapuuo (chef du principal parti noir présent à la Turnhalle, la NUDO). L'alliance regroupait la NUDO, la RBA (Ben Africa), le parti travailliste (Andrew Kloppers), le parti républicain (Dirk Mudge), la SWAPDUF (Engelhardt Christy), l'alliance Nama (Daniël Luipert) et le NDP (Cornelius Ndjoba).
Le 27 mars 1978, le président de la DTA, Clemens Kapuuo, est assassiné par des inconnus. La SWAPO est accusée.
En décembre 1978, les premières élections parlementaires multiraciales, pour la première fois selon le principe « un homme, une voix » mais boycottés par la SWAPO et la SWANU, désignent une assemblée constituante. Avec un taux de participation de 80 %, la DTA recueille 82,2 % des voix (41 sièges) face à l'ACTUR (11,9 % et 6 sièges soit les 2/3 des voix blanches), au Parti chrétien-démocrate (2,7 % soit 1 siège), au Herstigte Nationale Party pro-apartheid de Sarel Becker (1,8 % - 1 siège) et Basters du Front de libération (1,4 % - 1 siège).
Un conseil des ministres est alors mis en place alors que la quasi-totalité des lois d'apartheid sont abrogées.
L'impossibilité à se faire reconnaitre auprès de l'ONU va néanmoins limiter les possibilités d'actions du gouvernement et de l'assemblée namibienne.
En 1989, les structures issues de la conférence de la Turnhalle sont dissoutes en prélude à de nouvelles élections constituantes en novembre et à l'indépendance du pays en mars 1990.
Aux élections de novembre, la DTA recueille 28 % des suffrages et le statut d'opposition officielle face à la SWAPO triomphante. En remportant néanmoins 14 des 23 districts du pays, la DTA bénéficie de l'appui massif des Héréros (66,4 % dans le Hereroland et 65,7 % dans le Kaokoland) et recueille la majorité des voix chez les Namas (57,9 % à Bethanie), chez les Mafwe (53 % dans la région de Caprivi) et même chez les basters de Rehoboth (45,2 % à Rehoboth). Elle arrive seconde dans l'électorat blanc (28,55 %).
Les années 1990 voient cependant l'influence de l'Alliance se limiter alors que des dissensions internes minent le parti. Le parti ne parvient pas à gagner du terrain et doit se retrouver sur la défensive pour garder ses places fortes du sud du pays face à la SWAPO. En 2003, le Parti républicain se retire de l'alliance.
Lors des élections du 15 et 16 novembre 2004, la DTA ne réunit plus que 5 % des suffrages et perd son statut d'opposition officielle.
Le 4 novembre 2017, le parti devient le Mouvement démocratique populaire (PDM) dans le but de se moderniser et de rompre avec son ancien nom, jugé appartenir au « passé colonial ».

## Présidents
| Période     | Nom             |
| ----------- | --------------- |
| 1998-2013   | Katuutire Kaura |
| Depuis 2013 | McHenry Venaani |

## Résultats électoraux depuis 1989

### Élections présidentielles
| Année | Candidats       | Voix    | %     | Rang |
| ----- | --------------- | ------- | ----- | ---- |
| 1994  | Mishake Muyongo | 114 843 | 23,66 | 2e   |
| 1999  | Katuutire Kaura | 50 824  | 9,64  | 3e   |
| 2004  | Katuutire Kaura | 41 905  | 5,12  | 3e   |
| 2009  | Katuutire Kaura | 24 186  | 3,02  | 3e   |
| 2014  | McHenry Venaani | 44 271  | 4,97  | 2e   |
| 2019  | McHenry Venaani | 45 080  | 5,46  | 3e   |
| 2024  | McHenry Venaani | 55 412  | 5,04  | 3e   |

### Élections législatives
| Année | Voix    | %     | Rang | Sièges   | Statut     |
| ----- | ------- | ----- | ---- | -------- | ---------- |
| 1989  | 191 532 | 28,55 | 2e   | 21 / 78  | Opposition |
| 1994  | 101 748 | 20,78 | 2e   | 15 / 78  | Opposition |
| 1999  | 50 824  | 9,48  | 3e   | 7 / 78   | Opposition |
| 2004  | 42 070  | 5,14  | 3e   | 4 / 78   | Opposition |
| 2009  | 25 393  | 3,17  | 3e   | 2 / 78   | Opposition |
| 2014  | 42 933  | 4,8   | 2e   | 5 / 104  | Opposition |
| 2019  | 136 576 | 16,65 | 2e   | 16 / 104 | Opposition |
| 2024  | 59 839  | 5,48  | 4e   | 5 / 104  |            |

### Élections régionales
| Année                                   | Voix    | %     | Rang | Sièges   |
| --------------------------------------- | ------- | ----- | ---- | -------- |
| Les données manquantes sont à compléter |         |       |      |          |
| 1992                                    | 103 359 | 27,68 | 2e   | 21 / 95  |
| 1998                                    | 51 118  | 24,50 | 2e   | 16 / 102 |
| 2004                                    |         |       | 4e   | 2 / 107  |
| 2010                                    |         |       |      |          |
| 2015                                    |         |       | 3e   | 2 / 121  |
| 2020                                    |         |       | 4e   | 4 / 121  |

### Élections locales
| Année                                   | Voix   | %     | Rang | Sièges    |
| --------------------------------------- | ------ | ----- | ---- | --------- |
| Les données manquantes sont à compléter |        |       |      |           |
| 1992                                    | 42 278 | 33,29 | 2e   | 116 / 320 |
| 1998                                    | 16 026 | 25,48 | 2e   | 99 / 330  |
| 2004                                    |        |       | 3e   | 32 / 303  |
| 2010                                    |        |       | 4e   | 16 / 327  |
| 2015                                    |        |       | 2e   | 41 / 378  |
| 2020                                    |        |       |      |           |